# Andreas Kraniotakes
Andreas “Big Daddy“ Kraniotakes (10 de dezembro de 1981, Koblenz) é um Alemão lutador de artes marciais livres. Atualmente compete na divisão de Pesos Pesados de Diversos torneios de MMA na Europa.

## Cartel no MMA
| Res.    | Cartel | Oponente             | Método                                  | Evento                             | Data       | Round | Tempo | Local             | Notas                                 |
| ------- | ------ | -------------------- | --------------------------------------- | ---------------------------------- | ---------- | ----- | ----- | ----------------- | ------------------------------------- |
| Derrota | 17-9-1 | Andrei Arlovski      | Nocaute Técnico (socos)                 | Fight Nights: Battle on Nyamiha    | 29/11/2013 | 2     | 3:14  | Minsk             |                                       |
| Derrota | 17-8-1 | Christian Colombo    | Decisão (unânime)                       | EMMA 6: The Real Deal              | 26/09/2013 | 3     | 5:00  | Brondby           | Pelo Título Peso Pesado Vago do EMMA. |
| Vitória | 17-7-1 | Dritan Barjamaj      | Finalização (kimura)                    | GMC 4: Next Level                  | 06/07/2013 | 1     | 2:36  | Herne             | Ganhou o Título Peso Pesado do GMC.   |
| Vitória | 16-7-1 | Bruno Hosier         | Finalização (mata leão)                 | Gladiators Fighting Championship 2 | 01/06/2013 | 1     | 2:17  | Lauda-Königshofen |                                       |
| Derrota | 15-7-1 | Ricco Rodriguez      | Decisão (unânime)                       | Cage Fight Series 7                | 12/05/2013 | 3     | 5:00  | Unterpremstatten  |                                       |
| Empate  | 15-6-1 | Bjoern Schmiedeberg  | Empate                                  | GMC 3: Cage Time                   | 16/02/2013 | 5     | 5:00  | Herne             | Pelo Título Peso Pesado do GMC.       |
| Vitória | 15-6   | Lubos Rauser         | Finalização (mata leão)                 | MMAA Arena                         | 30/09/2012 | 1     | 2:25  | Praga             |                                       |
| Vitória | 14-6   | Dawid Baziak         | Finalização (mata leão)                 | TFS: Mix Fight Gala 13             | 01/09/2012 | 2     | 3:40  | Frankfurt         |                                       |
| Derrota | 13-6   | Mike Hayes           | Finalização (kimura)                    | CWFC: Fight Night 4                | 16/03/2012 | 3     | 4:20  | Dubai             | Pelo Título Peso Pesado Vago do CWFC. |
| Vitória | 13-5   | Dmitry Poberezhets   | Finalização (mata leão)                 | CWFC 46                            | 23/02/2012 | 1     | 3:27  | Kiev              |                                       |
| Derrota | 12-5   | Tim Sylvia           | Decisão (unânime)                       | ProElite 2: Big Guns               | 05/11/2011 | 3     | 5:00  | Moline, Illinois  |                                       |
| Vitória | 12-4   | David Shvelidze      | Finalização (socos)                     | SFC 6: Germany vs. Georgia         | 17/09/2011 | 1     | 2:51  | Karlsruhe         |                                       |
| Vitória | 11-4   | Dave Keeley          | Finalização (chave de braço)            | CWFC 43                            | 09/07/2011 | 1     | 3:48  | Kentish Town      |                                       |
| Vitória | 10-4   | Jay Mortimore        | Nocaute Técnico (socos)                 | CWFC: Fight Night 1                | 16/06/2011 | 1     | 4:14  | Amman             |                                       |
| Derrota | 9-4    | Ajlin Ahmic          | Finalização (chave de braço)            | WFC 13: Heavy Hitters              | 17/04/2011 | 2     | 4:33  | Belgrade          |                                       |
| Vitória | 9-3    | Arunas Vilius        | Nocaute (joelhada no corpo)             | SFC 4: MMA Fight Night             | 05/03/2011 | 1     | 1:06  | Giessen           |                                       |
| Vitória | 8-3    | Thorsten Kronz       | Finalização (triângulo reverso)         | Tempel: Mix Fight Gala XI          | 27/11/2010 | 1     | 3:24  | Sindelfingen      |                                       |
| Derrota | 7-3    | Bjorn Schmiedeberg   | Decisão (unânime)                       | Respect Fighting Championship 4    | 11/09/2010 | 5     | 5:00  | Herne             |                                       |
| Derrota | 7-2    | Gerald Turek         | Nocaute (socos)                         | WFC 10 - Night of Champions        | 27/03/2010 | 1     | 0:10  | Ljubljana         |                                       |
| Vitória | 7-1    | Nandor Guelmino      | Nocaute Técnico (socos)                 | WFC 9 - Restart                    | 20/12/2009 | 1     | 3:37  | Ljubljana         |                                       |
| Vitória | 6-1    | Waldemar Giesbrecht  | Nocaute Técnico (socos)                 | OC - Cage Fight Night 5            | 02/10/2009 | 1     | 1:45  | Bielefeld         |                                       |
| Derrota | 5-1    | Jerry Otto           | Decisão (unânime)                       | La Onda - It's Showtime            | 19/10/2008 | 2     | 5:00  | Magdeburg         |                                       |
| Vitória | 5-0    | Lars Klug            | Nocaute Técnico (socos)                 | Outsider Cup 10                    | 29/03/2008 | 1     | 2:22  | Mühlheim          |                                       |
| Vitória | 4-0    | Alexander Stefanovic | Finalização (socos)                     | Outsider Cup 9                     | 29/03/2008 | 1     | 1:41  | Bielefeld         |                                       |
| Vitória | 3-0    | Kevin Pohie          | Nocaute Técnico (socos)                 | Outsider Cup 8                     | 29/03/2008 | 1     | 1:41  | Bad Salzuflen     |                                       |
| Vitória | 2-0    | Andreas Paulus       | Nocaute Técnico (interrupção do córner) | EBMAS - German Championships       | 16/07/2005 | 2     | 1:32  | Neuwied           |                                       |
| Vitória | 1-0    | Attila Attila        | Nocaute Técnico (socos)                 | EBMAS - German Championships       | 16/07/2005 | 2     | 1:55  | Neuwied           |                                       |